# Sustrans

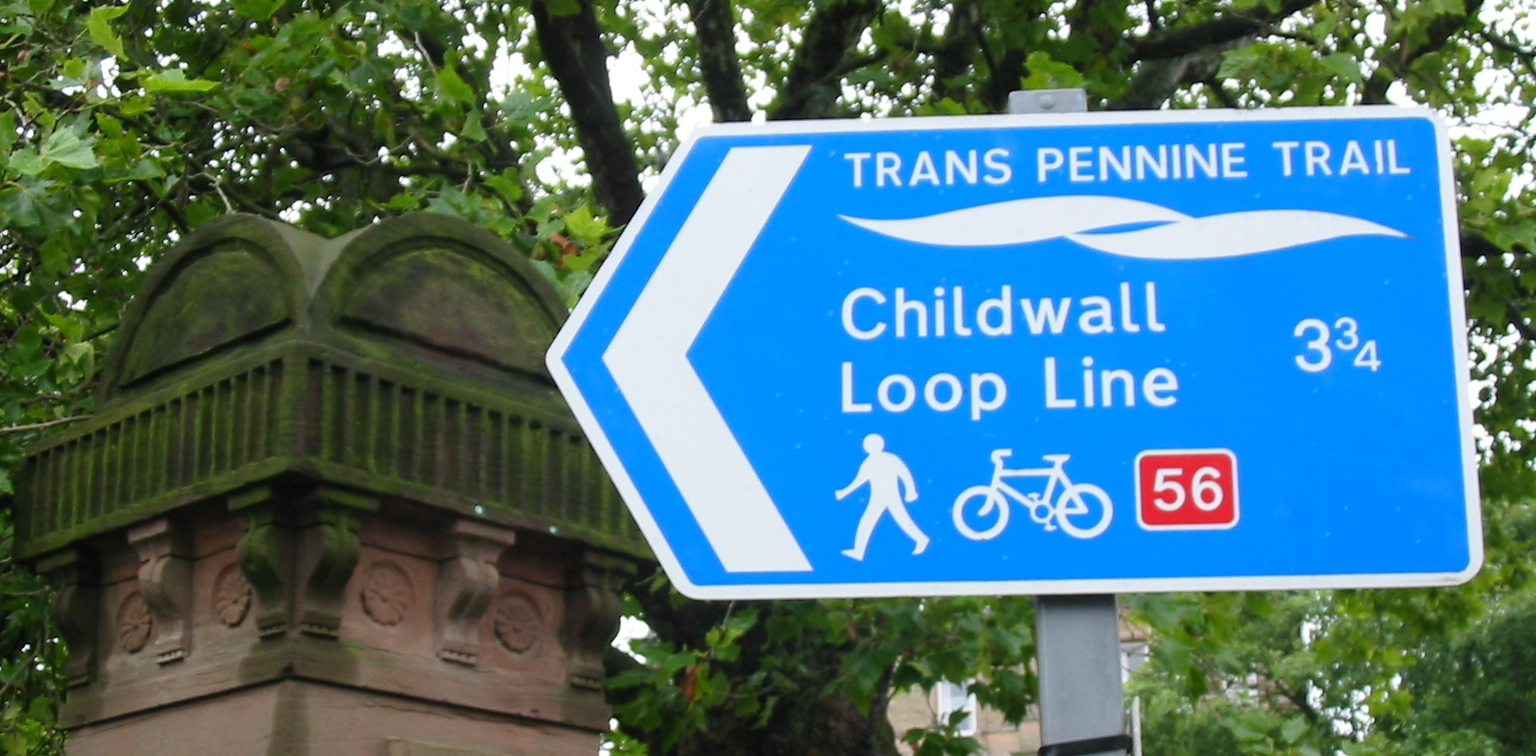
Wegwijzer National Cycle Network

Sustrans is de populaire naam van de Sustainable Transport Charity. Het is een Britse organisatie die in het leven werd geroepen om alternatieven voor de auto te stimuleren.
Sustrans werkt aan praktische projecten om mensen aan te moedigen te lopen, te fietsen en gebruik te maken van het openbaar vervoer. Men hoopt zo het gemotoriseerde verkeer te reduceren. Onder de slogan Making Life Better worden lokale en landelijke projecten opgezet met als doel minder drukke wegen, schonere lucht en een gezondere omgeving. Op die wijze hoopt men uiteindelijk verbetering van het persoonlijke welzijn en een betere kwaliteit van het leven te bereiken.
Een van de projecten van Sustrans is het National Cycle Network, die in het kader van de millenniumviering is ontwikkeld. In 2001 werd het eerste traject officieel geopend. Dankzij veel Europese subsidie en een grote bijdrage van de National Lottery was er in 2005 zo'n 25.000 km gereed. De routes in Engeland, Wales, Schotland en Noord-Ierland zijn uitgezet in samenwerking met lokale organisaties. 
Alle routes zijn bewegwijzerd en waar nodig fietsvriendelijk gemaakt. Er wordt zo veel mogelijk gebruikgemaakt van autovrije trajecten, zoals oude spoorlijnen die tot fietspaden zijn omgebouwd en voormalige jaagpaden langs waterwegen. 
Bekende routes zijn de Coast to Coast (C2C), die loopt van Whitehaven tot aan Tynemouth in Noord-Engeland en de Pennine Cycleway, een route die loopt over de as van Engeland tot aan de grens van Schotland.